# Lysi
Lysi (in greco Λύση?; in turco Akdoğan) è un comune de facto appartenente alla Repubblica Turca di Cipro del Nord e, de iure, alla Repubblica di Cipro, con 2 471 abitanti (dati 2011).
È compreso de iure nel distretto di Famagosta, e de facto nel distretto di Gazimağusa. I greco-ciprioti costituivano sino al 1974 gli unici abitanti del villaggio

## Geografia fisica
Il villaggio è situato nella Messaria meridionale, 3 km a ovest di Kontea e  24 km a ovest della città costiera di Famagosta, sulla vecchia strada Nicosia-Famagosta.

## Origini del nome
Il significato del nome è oscuro. Tuttavia, alcune fonti sostengono che il nome Lysi derivi dalla parola greca lisi, che significa "fusione". Nel 1975 i turco-ciprioti cambiarono il nome in Akdoğan, che significa "falco bianco". Questo nuovo nome è la combinazione dei nomi dei due villaggi da cui proveniva la maggior parte degli sfollati turco-ciprioti insediatisi a Lysi dopo il 1974: "Ak" da Akıncılar (Lurucina) e "doğan" da Aydoğan (Stavrokonnou).

## Monumenti e luoghi d'interesse

### Architetture religiose

#### Panaghia Lysis
Al centro del paese si trova una chiesa greco-ortodossa di fine Ottocento dedicata alla Panaghia, ricoperta da uno spesso strato di decorazioni gotiche copiate dalle grandi cattedrali medievali di Famagosta e Nicosia. La chiesa è stata costruita dagli abitanti di Lysi che si sono offerti volontari per diversi anni. Dopo l'occupazione turca di Lysi la chiesa fu saccheggiata, tutte le sue icone cristiane e altre decorazioni interne cristiane furono rimosse e fu trasformata in moschea.

#### Aghios Euphemianos

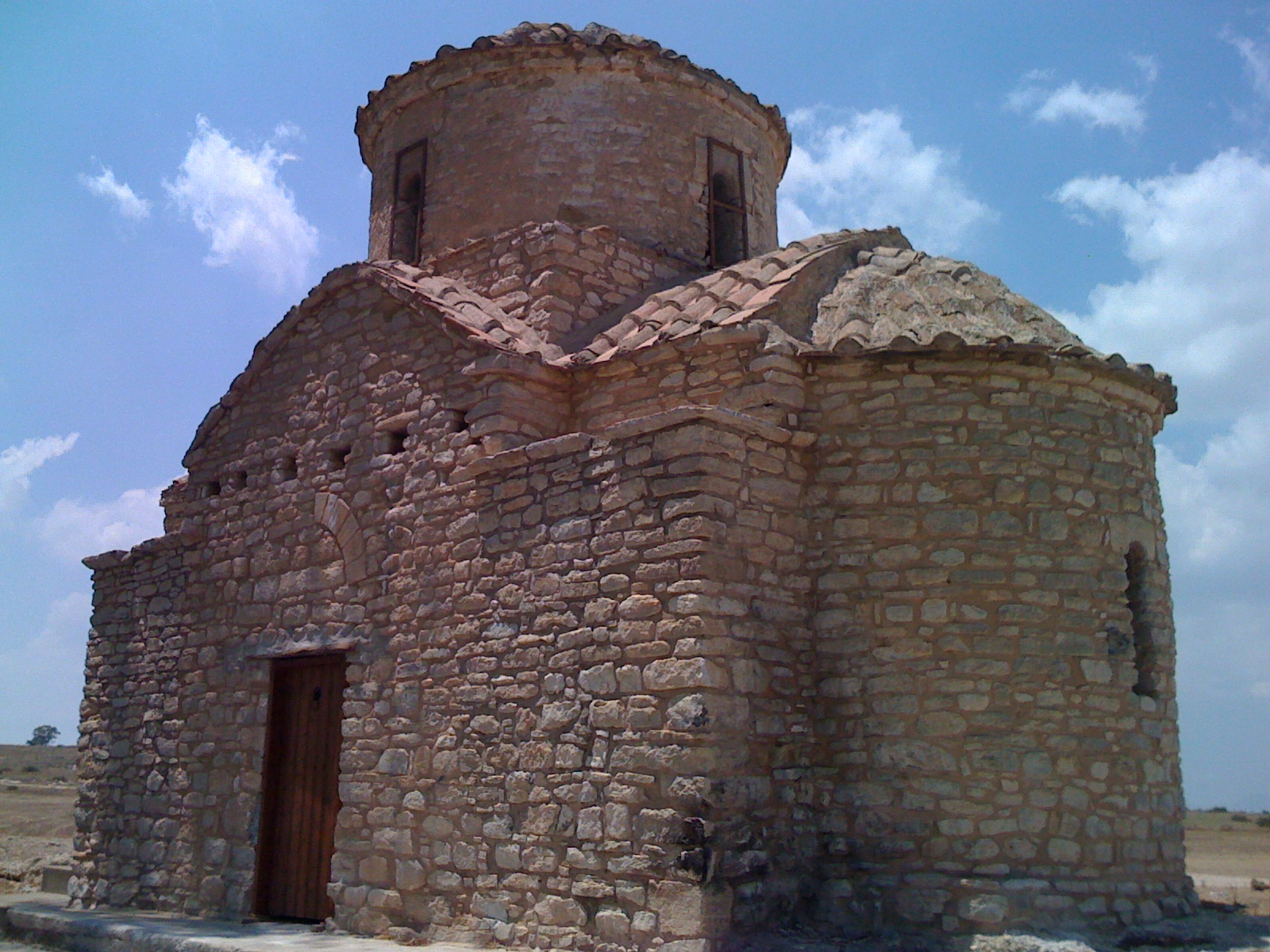
La chiesa di Aghios Euphemianos

A 2 km a ovest del centro, c'è una piccola chiesa del 13º secolo dedicata a Agios Euphemianos. Poiché i dintorni della chiesa sono popolati da alberi di eucalipto, questa zona è fresca e ombreggiata. Questa piccola chiesa presentava alcuni dei mosaici bizantini più belli e ben conservati dell'isola di Cipro. I mosaici sono stati successivamente acquistati dalla Fondazione Menil a Houston, Texas, USA, per conto della Chiesa di Cipro e sino al 2012 sono stati in prestito a lungo termine alla Menil. Il contratto di prestito è terminato nel febbraio di quell'anno.

#### Aghios Spyridon
Due km a ovest di Yiğitler, dalla parte opposta rispetto a Lysi , si trova il borgo di Tremetousia, il luogo della vittoria di Riccardo Cuor di Leone su Isacco Comneno di Cipro. La chiesa in rovina e gli edifici sul bordo settentrionale sono i resti di una ricostruzione del XVIII secolo dell'antico monastero di Aghios Spyridon, risalente al XVIII secolo. Le spoglie di San Spiridione rimasero sepolte qui per alcuni secoli prima di essere trasferite a Costantinopoli e infine sull'isola di Corfù.

### Siti archeologici
A ovest del villaggio, a 2 km lungo la strada asfaltata che porta al villaggio di Arsos, c'è un sito raggiungibile con una strada asfaltata dove si trova una caratteristica collinetta sormontata da massi arrotondati. A metà della sua parete meridionale si trova un ninfeo greco-arcaico, una piccola grotta naturale che gli archeologi hanno trovato piena di statuette votive di epoca arcaica in una grotta sul lato sud di un tumulo ivi situato. Si suppone che questa grotta ospitasse un oracolo femminile. La sagoma della collina della sibilla si staglia come un'eco visiva delle montagne del Pentadaktylos visibili all'orizzonte settentrionale.

## Società

### Evoluzione demografica
I cristiani (greco-ciprioti) costituivano sino al 1974 gli unici abitanti del villaggio. Durante il periodo britannico, il villaggio fu abitato esclusivamente da greco-ciprioti. La popolazione è aumentata costantemente da 1.138 abitanti nel 1901 a 3.737 nel 1960. La popolazione ha continuato a crescere negli anni '60, passando da 3 737 nel 1960 a 4 537 nel 1973.
Tutti gli abitanti del villaggio sono stati sfollati nel 1974. Tra il luglio e l'agosto 1974 fuggirono dall'esercito turco in avanzata verso la parte meridionale dell'isola. Attualmente, come il resto dei greco-ciprioti sfollati, i greco-ciprioti di Lysi sono sparsi in tutto il sud dell'isola, soprattutto nelle città. Il numero dei greco-ciprioti di Lisi sfollati nel 1974 era di circa 4 600 (4 537 nel censimento del 1973).
Oggi il villaggio è abitato principalmente da sfollati turco-ciprioti provenienti dal villaggio di Stavrokkonou nel distretto di Paphos e da abitanti dell'enclave di Lurucina/Akıncılar nel distretto di Nicosia. Quest'ultimo villaggio si trova ora in una stretta striscia di terra che si estende a sud della Linea Verde ed è accessibile solo passando attraverso un accampamento militare. La maggior parte degli abitanti del villaggio è stata rimossa da Lurucina/Akıncılar nel 1976 e trasferita a Lysi/Akdoğan. Secondo il censimento del 2006, la popolazione del villaggio era di 2 581 abitanti.

## Sport

### Calcio
Nel villaggio fu fondata la squadra dell'ASIL Lysi, squadra di calcio locale emigrata a Larnaca dopo l'invasione turca di Cipro.